# Ernst Laraque
Ernst Laraque (ur. 16 listopada 1970) – haitański i kanadyjski judoka. Dwukrotny olimpijczyk. Odpadł w eliminacjach w Sydney 2000 i Atenach 2004. Walczył w wadze lekkiej.
Uczestnik mistrzostw świata w 1997, 1999, 2001 i 2003. Startował w Pucharze Świata w latach 1991-1993, 1999 i 2000. Brązowy medalista igrzysk panamerykańskich w 2003 i piąty 1999. Wicemistrz igrzysk Ameryki Środkowej i Karaibów w 2002 i trzeci w 1998. Trzeci na igrzyskach frankofońskich w 1994. Zdobył cztery medale na mistrzostwach panamerykańskich w latach 1992 - 2001. Mistrz Kanady w 1992 roku.

## Letnie Igrzyska Olimpijskie 2000
| Konkurencja | Eliminacje                 | Klas. końcowa |
| Konkurencja | Przeciwnik I               | Miejsce       |
| ----------- | -------------------------- | ------------- |
| 73 kg       | Vsevolods Zeļonijs (LAT) P | 1 runda       |

## Letnie Igrzyska Olimpijskie 2004
| Konkurencja | Eliminacje                | Klas. końcowa |
| Konkurencja | Przeciwnik I              | Miejsce       |
| ----------- | ------------------------- | ------------- |
| 73 kg       | Leandro Guilheiro (BRA) P | 1 runda       |